# 이회창
이회창(李會昌, 1935년 6월 2일~)은 대한민국의 정치인이다. 제26대 국무총리이다. 판사 시절에는 강직한 판사로 이름을 날렸다. 국무총리 이외에도 제8대 중앙선거관리위원회 위원장, 제15대 감사원장 그리고 제15·16·18대 국회의원을 역임하였다. 본관은 전주이며 황해도 서흥 출생이다.
황해도 서흥군에서 출생하였으나, 선대의 고향인 원적지는 충청남도 예산군이다. 1960년 판사로 임용되어 1993년 대법관으로 퇴직하였다. 법관 초기 조용수 오판 사건의 판사 가운데 한명으로 참여하였으나, 박정희 정권과 전두환 정권에서는 정권의 요청을 거절하는 등 기피인물로 선정되어 1986년 4월 대법관직에서 퇴임당하였다. 군사정권의 청탁과 압력에 굴하지 않고 소신껏 판결을 내려 '대쪽', '대쪽판사'라는 별명이 붙었다. 1988년 노태우 정부 출범 이후 복귀하였으나 노태우 정부의 선거 개입과 부정선거를 질타하고 법관직을 사퇴하였다.
1993년 2월 25일부터 1993년 12월 16일까지 제15대 감사원장, 1993년 12월 17일부터 1994년 4월 21일까지 제26대 국무총리를 지냈다. 한나라당 소속 후보로 대통령 선거에 2번 출마하였으나 낙선하였고, 2007년 11월 7일에 한나라당을 탈당한 후 무소속 후보로 제17대 대선에 출마하였다. 2008년 보수정당인 자유선진당을 창당하여 당 총재와 대표를 역임하였다. 호는 경사(徑史)이다.

## 생애

### 생애 초기

#### 출생과 가계
1935년 법관 집안 출신으로 검사 출신인 이홍규(李弘圭) 옹과 김사순(金四純) 여사 사이에 4남 1녀 중 둘째 아들로 태어났다. 본관은 전주 이씨(全州 李氏)로 그는 이성계의 고조부 목조의 넷째 동생인 고려 말 위위시주부동정(尉衛侍主簿同正)을 지낸 이영습(李英襲)의 23대손이었다. 일설에는 왕족의 후손이라는 설이 한때 돌았으나 이영습은 이성계의 종고조부로 이회창은 왕실의 직계 후손은 아니었다. 이영습은 고려 대장군 이양무의 넷째 아들이자, 이준의·이의방 형제의 종손(從孫)이었다. 그러나 이영습의 후손들은 이성계와  왕실의 직계가 아니었으므로, 그의 집안은 조선 건국 이후에도 왕족으로서의 대우는 받지 못하였다.
주부동정 이영습의 증손자인 이세분(李世芬)은 조선왕조 개국공신으로 예조판서를 지냈다. 주부공의 6대손이자 이회창의 17대조인 우계당(牛溪堂) 소생(紹生)은 단종 때 사헌부 집의(執義)를 지냈는데, 수양대군이 계유정난을 일으켜 왕위에 오르자 벼슬을 버리고 충청도 예산군 대흥면 우정촌(현 교촌리)에 은거했다. 이것이 이회창의 가문이 충남 예산에 자리잡게 된 배경이다.
이후 몰락했지만, 그의 집안은 구한 말에 다시 부호가 되었으며, 예산의 금오산 일대 중 대부분이 그의 집안 재산이었다. 이회창의 할아버지 이용균은 관직에 오르지는 못했으나 이름있는 저명한 한학자였다. 그의 둘째 큰아버지(仲父, 중부) 이태규는 한국 최초의 화학 분야 전공 이학박사이다. 이태규는 이회창의 둘째 숙부로 1992년 국립묘지에 안장됐다.
아버지 이홍규는 경성법학전문학교를 졸업하고 일제강점기 후반 검찰서기로 임용, 공무원으로 재직하다가 8·15 광복 이후 검사로 임용되어 법관으로 근무했다. 이회창은 황해도 서흥에서 태어났고, 부친 이홍규와 선대의 고향인 원적지는 충청남도 예산군이다.

#### 유소년기
아버지 이홍규는 해방 직후 검사로 활동했는데, 퇴직 이후에는 공증인과 변호사로 활동했다. 어머니 김사순의 언니인 김삼순은 저명한 학자였고, 외삼촌인 김홍용(金洪鏞), 김문용(金汶鏞)은 2대 국회의원, 김성용(金星鏞)은 제6대, 제7대, 제9대 국회의원을 지냈다.
부친의 발령지에 따라 이주하여 서너살땐 전라남도 장흥군에서 살았다. 유년기의 이회창은 말수 적고 얌전한 아이였었다. 유년기에 그의 부모는 외가가 있는 광주로 이주하여 광주광역시에 있는 광주 서석초등학교를 졸업하였다. 초등학교 5학년때 '중학입학자격 검정시험'에 응시하여 합격하였으며, 졸업 후 광주시 광주서중학교에 합격하였으나 법관이었던 아버지 이홍규가 청주시로 발령되어 충청북도 청주중학교로 전학갔다. 그 뒤 다시 경기중학교로 전학갔다. 17세때는 아버지가 모함으로 구속되자 소년가장이 돼 가족을 부양하면서 주린 배를 찬물로 채웠다 한다.

#### 6.25 전쟁과 사춘기

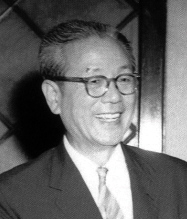
장면 전 국무총리
(6.25 전쟁 당시 자유당 간부에게 밉게보인 그의 아버지 이홍규를 구원하였다.)

6·25전쟁 직전 경기중 4학년에 재학하고 있을 때 서울지방검찰청 검사였던 아버지 이홍규가 '남로당원을 무혐의로 풀어 줬다'는 이유로 수갑이 채워진 채 연행되는 장면을 목격했다. 아버지가 끌려가는 모습을 직접 목격한 뒤 충격에 빠지기도 했다. 아버지는 당시 주미대사였던 장면의 도움으로 곧 풀려났다. 이런 이유 때문에 아버지 이홍규는 장면의 인도로 로마 가톨릭교회에 입교하였고, 그의 집안은 가톨릭 가정이 되었다.
아버지 이홍규는 한 자유당 간부의 청탁을 거절한 일로 이 자유당 간부로부터 좌경, 용공으로 몰려서 고초를 겪었으나, 장면의 후원으로 아버지 이홍규는 위기를 모면할 수 있었다. 아버지 이홍규가 내사를 당하는 동안 그의 집안은 풍비박산되다시피 했고, 청소년기의 이회창은 방황하였다. 경기중학교 졸업 후 이회창은 경기고등학교로 입학했다. 중•고교 시절의 이회창은 주로 독서에 취미를 붙였다.
그 뒤 아버지 이홍규는 서울지방검찰청 검사로 복귀했다. 1956년 당시 부통령 장면이 공관에서 피격되자 적극적으로 수사하여 배후를 찾아낸다. 이홍규는 9·28 사태 수사에 공을 세워 '장면 부통령 저격사건을 파헤쳐 척결검사라는 별명'을 얻기도 했다.

#### 대학 시절

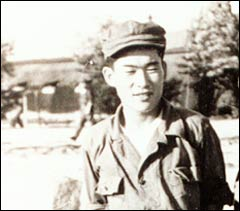
장교후보생 시절 논산 제2훈련소에서 훈련 중

로마 가톨릭교회에 귀의하여 올라프라는 세례명을 받고 신자가 되었다. 그는 경기고등학교 내내 상위권 성적이었으며, 졸업 후 서울대학교 법과대학 법학과에 입학하였다.
서울대학교 법과대학 재학 도중 1956년 12월 14일 고등고시 사법과(사법시험의 전신)에 1차로 합격하고, 1957년 1월 23일 고등고시 사법과(사법시험)에 47위로 최종 합격하였다.
1957년 2월 서울대학교 법과대학을 졸업하였다. 학구파였던 그는 학창시절 내내 학업에 정진하였고, 동시에 사법시험을 준비하였다. 서울대학교 법대 재학 중인 1957년 제8회 사법시험에 합격하였다.
곧 대한민국 공군에 입대하여, 1957년 6월 공군 장교로 임관, 공군본부 법무감사관실 법무관을 지내고 1960년 공군 예비역 대위로 예편하였으며, 전역 후 법관으로 임용되었다.

### 법관과 공직 활동

#### 판사 임용 초기
1960년 초, 이회창은 서울지방법원 판사를 시작으로 법관 생활을 시작하였다. 그해 3월 10일 판사로 임용되고, 10월에는 서울민사법원 판사로 사립학교 재단의 정책에 반발하여 퇴학당한 엄영자 외 3명의 여학생의 퇴학처분 효력정지 가처분 신청에서 여학생 4명의 손을 들어주었다. 1961년 5.16 군사정변 이후 당시 민족일보 조용수 사장에게 사형 판결을 내린 1심의 재판부에 배석판사로 참여했다.
법관 시절 개인 이미지 관리에 신경을 쓴다는 비판도 있었으나, 그는 실력이 있으며 자세도 바르어서 소장 법관들의 큰 신망을 얻었다는 평가도 있다. 서울지방법원 판사로 재직 중 선배 판사의 소개로 한인옥과 결혼하였다. 한인옥의 아버지 한성수는 법조계의 거물로 1960년대 대법관을 지냈다.
1961년 인천지원 판사가 됐다가 1962년 다시 서울지방법원 판사가 되었다. 1963년 6월 25일 서울민사지방법원 판사가 되고 1964년 5월 19일 다시 서울민사지방법원 판사, 그해 12월 31일 다시 서울민사지법 판사에 재임명됐다가 1965년 서울형사지법 단독9과 판사 겸 재판장이 됐으며, 그해 서울고등법원 판사가 되었다.
1970년 12월 29일 서울민사지방법원 부장판사, 바로 다음날인 12월 30일 사법연수원 교수 겸 서울민사지법 부장판사가 되었다.

#### 유신 시대 활동
1972년 박정희 대통령이 10월 유신을 선포한다. 그는 10월 유신에 적극 반대하지도 않았지만, 10월 유신에 찬성하지도 않았다. 당시 판사와 대법관들은 10월 유신의 찬성과 반대를 놓고 둘로 나뉘어 있었다. 이 일로 그는 박정희에게 찍혀서 요시찰 인물이 되었다. 1973년 3월 28일 서울민사지법 부장판사에 재임명되었다. 1974년에는 민청학련 관련자들에게 유죄 판결을 내리는 것을 반대하기도 했다.
법관시절 군사정권하에서는 '박세경 변호사 계엄법 위반사건' 등에서 정부측 압력과는 상반된 소신있는 의견을 내놓기도 했다. 1965∼70년 서울고등법원 판사, 1971∼73년 사법연수원 교수, 1973∼75년 서울민사지방법원 부장판사, 1976~81년 서울고등법원부장판사 등을 역임했다. 군사정권의 청탁과 압력에 굴하지 않고, 소신껏 판결을 내려 박정희 정권으로부터 기피인물로 낙인찍혔으나, '대쪽', '대쪽판사'라는 별명이 붙기도 했다. 또한 주류 판결에 반하는 판결을 내리기도 했다. 이때 그는 판사로 임용된 노무현을 만났는데, 둘은 뒷날 대통령 선거에서 라이벌로 맞붙는 악연이 되기도 한다.

#### 군사정권에서의 법관 활동
1980년에는 법원행정처 조사국 국장이 되고, 같은 해 다시 서울고등법원 부장판사가 되어 겸직으로 행정처 기획조정실장을 겸임했다. 1981년 최연소 대법원 판사로 임명되었다. 법관으로 재직하면서, 그는 사법적극주의나 법관에 의한 법형성의 강조, 정권의 입맛과 배치되는 소수의견으로 유명하였으며 법관 재직 중 권부와 타협하지 않아 '대쪽판사'라는 별칭이 붙기도 했다. 대한변호사협회의 학술지인 《인권과 정의》에서 특집으로 "20세기를 대표하는 각 분야별 판례 20선"를 선정했을 때, '주요 대법원 판례 민법총칙 분야 20선'에 그가 대법원에 재직하면서 참여한 판례가 포함되었다.
다음은 주요 대법원 판례 민법총칙 분야 20선에 선정된 판례 중 일부이다.
 * 6. 대법원 1993.1.19. 선고, 91다1226 전원합의체판결(교회분열 사건)

관련쟁점 중 일부: 일부 교인들은 종전 교단에 계속 남아 있는 반면, 나머지 교인들이 다른 교단으로 소속을 옮기겠다고 주장하여 새 교단에 가입한 사건 이었다. 백태승 교수는 당시 다수 의견은, 교회가 분열되어 발생한 분쟁을 해결할 수 없었다고 비판한다. 이회창은 당시 다수 의견에 반대하였다.

[반대의견 1] 이회창 대법관: 교회의 분열은 인정하나, 하나의 총유단체인 교회가 두 개의 총유단체인 각 교회로 분열 되면 종전 총유단체인 교회에 속한 재산은 분열 후의 두 개의 총유단체인 각 교회의 공유로 되고 각 교회의 공유지분은 총유의 형태로 각 교회 및 그 구성원에게 귀속된다고 보는 것이 타당하고, 이 경우에 있어서 각 교회의 공유지분비율은 분열 당시 총유재산에 대하여 개별적 사용수익권을 가진 교인의 각 교회별 비율, 즉 각 교회의 세례교인의 수에 의하여 결정하는 것이 가장 합리적이다.

주류 법관치고는 소수의견도 자주 냈고, 군사정권의 사사로운 청탁을 거절하여 요시찰 인물이 되기도 하였다. 그러나 법관 재직 중 사사로운 청탁이나 뇌물을 거절하였고, 유흥업소에 한차례도 출입하지 않아 박정희, 전두환 정권은 그를 함부로 해임할 수 없었고, 동료법관들로부터 신망을 얻기도 했다.
1986년에는 불온 유인물 소지로 신고된 사람에 대해 영장없이 압수수색하고 불법구금한 진주경찰서 정보계장 김태진(64) 등 경찰관 3명에 대한 고발사건에서 재정신청 항고심 사건 주심을 맡아 "적법절차를 따르지 않고 구금한 것은 헌법에 보장된 신체의 자유를 침해한 위헌이며 영장없이 6일간 구금한 것은 직권남용"이라며 사건을 대구고등법원으로 다시 보냈으나, 대구고법에서의 환송사건과 대법원에서의 재항고심 과정에서 자신의 판단과 다르게 기각된 적이 있다.

#### 사퇴와 변호사 개업
전두환 정권의 기피인물로 지목되어 연임이 안 된 채 1986년 4월 17일 대법관직에서 퇴임하였다. 1980년대 내내 그는 동아일보 등 언론사에 오늘의 인물 등 이슈인물로 추천받았지만 번번히 본인이 사양, 취소 요청을 하였다. 대법관 재임명에 탈락했지만 재임명 탈락이라는 단어를 쓰지 말아달라고 요청했다.
1986년 4월 24일 서울중구 남대문로4가 서울 상공회의소빌딩 622호에 개인 변호사 사무실을 열고, 변호사로 개업했다. 1988년 6월까지 개인변호사로 활동했다.
1986년 6월에는 개인과외 단속을 놓고 고려대학교 영어교육과 3학년생 한혜진 양이 구속되자, 과외 단속은 법적 무리가 있다는 입장을 견지했다. 그는 "과잉 호화과외단속과 부모의 부담을덜어주기위해 마련된 혁명적인 입법조치는 여러 가지 공과가 있겠지만 시행6년이지난 지금,재검토를 거쳐 합리적이고 타당성있는 평상시의 규제방법으로 바뀌어야 한다"고 밝혔다.

#### 노태우 정부 시절

##### 대법관 복직과 재 사퇴
1988년 2월 제6공화국이 출범하면서 대법관 후보자의 물망에 올랐다. 1988년 7월 복직, 대법원 대법관 임명되었으며 동시에 같은 달인 7월에 중앙선거관리위원장에 임명, 선관위원장을 겸임하였다. 임명된 그는 당시 동해시와 영등포 재선거에서 당선자 대부분을 선거법 위반 혐의로 고발하여 당시 만연된 불법 선거 풍토에 경종을 울렸다. 1989년 민정, 평민, 민주, 공화 4당의 입후보자 전원을 불법 선거혐의로 고발했다. 갖가지 부정선거 사실을 고발, 재선거에서 노태우 대통령 등 민자당 내 서한을 공개적으로 문제시하였으며, 또한 김영삼 민주당 총재에게 서면으로 경고를 하기도 하였다.
이회창은 노태우 대통령의 서한이 당시 여권 내에서 크게 문제가 되자, 1년 4개월만인 1989년 11월 노태우 대통령에게 경고서한을 보내고 스스로 사표를 제출하였다. 한편 노태우는 그에게 사람을 보내 민주정의당으로 영입하려 하였으나 그는 거절했다. 그 뒤 그는 변호사 사무소를 개설하여 변호사로 활동했다.
1991년 배우 조형기가 강원도 정선군 정선읍 덕송리 42번 국도 앞길에서 만취한 채 자신의 승용차(쏘나타)를 운전하다 길을 건너가던 피서객 32세 여성을 치어 숨지게 한 뒤 길 옆 숲 풀 속에 시체를 버리고 그 앞 차안에서 잠을 자다가 특정범죄가중처벌법위반죄(도주)로 경찰에 체포되었다. 이 사건에서 이회창은 1992년 4월 9일 개최된 조형기에 대한 재판의 판사 업무를 수행했다. 이회창은 조형기에게 징역 5년의 실형을 선고하고 법정 구속 시켰으나 조형기는 이듬해 대통령 특별 사면으로 가석방되었다.

##### 국가보안법 판례 변경 활동
이적표현물의 소지·제작·배포행위를 처벌토록 한 국가보안법 제7조5항에 대해 헌법재판소가 1990년 4월 한정 합헌결정을 내린 이후 판례 변경방향을 검토해온 대법원 전원합의체에서 주심을 맡은 이회창은 1989년 3월말 자유경제체제의 붕괴와 임금제도의 최종적 폐지를 주장하는 내용의 「임금과 기초이론」이라는 책을 구입,탐독한 혐의 등으로 구속기소된 (주)현대정공 노조 홍보부장 김상명피고인(31)에 대한 국가보안법 위반사건 상고심 선고공판에서 『이 책은 대한민국의 체제를 위협하는 적극적이고 공격적인 내용으로 표현자유의 한계를 벗어난 것』이라며 10대3의 다수 의견으로 징역1년 집행유예 2년을 선고한 원심을 확정했지만 『국가보안법의 적용범위는 「반국가단체에 동조하는 모든 행위」에서 「객관적 행위가 결과적으로 반국가단체를 이롭게 할 목적이 있었는지 여부」로 한정해야 한다』며 목적범의 범위를 「체제를 위협하는 적극적이고 공격적인 내용」으로 규정하여 "학문탐구나 이익추구,호기심 등만의 이유로 이적표현물을 소지·배포했을 경우 처벌하지 않겠다"는 입장을 밝혔다. 이런 측면에서 피고인에 대해서『김 피고인은 순수한 학문탐구나 영리추구 등의 다른 목적이 있었다는 증명도 없이 이적행위를 하려는 것으로 추정할수 밖에 없다』고 원심 확정이유를 밝혔는데 이때 이회창 등 3명은 『이적행위 목적여부는 검사가 입증해야하며 다른 증명이 없다고 이적행위를 하려는 것으로 추정하는 것은 죄형법정주의에 위배된다』고 하면서 피고인의 무죄를 주장했다.
1992년 3월에 그는 노동조합 간부에 대해 제기된 국가보안법 7조5항(이적표현물 제작·소지·배포 위반 상고심에서 "‘결과적으로’ 반국가단체를 이롭게 할 수도 있다는 ‘미필적 인식’만 있으면 처벌할 수 있다"는 다수의견과 달리 “이같은 판단기준은 추상적이고 애매모호하여 어느 정도의 표현이 법에 의하여 규제되고 처벌대상이 되는지 예측할 수 없게 만든다”며 “불법성의 판단기준이 구체적으로 밝혀져야 한다”고 하면서 “피의자의 고의성만을 판단해 처벌하게 되면 헌법상 보장된 사상과 양심의 자유를 위협하는 요소로 작용할 수 있다, 유해한 사상과 이념이라 할지라도 가급적 자유경쟁의 시장에서 비판되고 도태되는 과정을 거치게 해야 한다. 이적행위의 요건이 전혀 특정되지 않아 구성요건적 행위의 정형성이 결여됨으로써 죄형의 명확성을 요구하는 죄형법정주의에 반한다. 북한의 선전내용을 찬양·고무하는 행위라도 대한민국의 존립을 파괴할 구체적이고 가능한 위험이 있는 행위라고 보기 어려울 때는 불법성을 부인할 수밖에 없다"며 법 운용 상의 위헌요소와 인권침해 가능성을 지적하며 법 적용범위를 엄격히 할 것을 주장하는 소수의견을 냈다. 이는 1995년 사회민주주의청년연맹 사건으로 구속기소된 최형록이나 전국연합 상임의장 이창복 사건 등에 있어 소장판사들이 일부 국가보안법 위반사범에 대해 무죄판결을 내리는 근거가 되어 사법부 내에서 국가보안법 위헌논쟁을 불러왔다. 하지만 정계 입문하고 나서 김대중 정부에서 대통령이 8.15경축사에서 밝힌 국가보안법 개정방침에 대해 강력하게 반대했다.

#### 문민 정부 시절

##### 감사원장 재직 중 활동

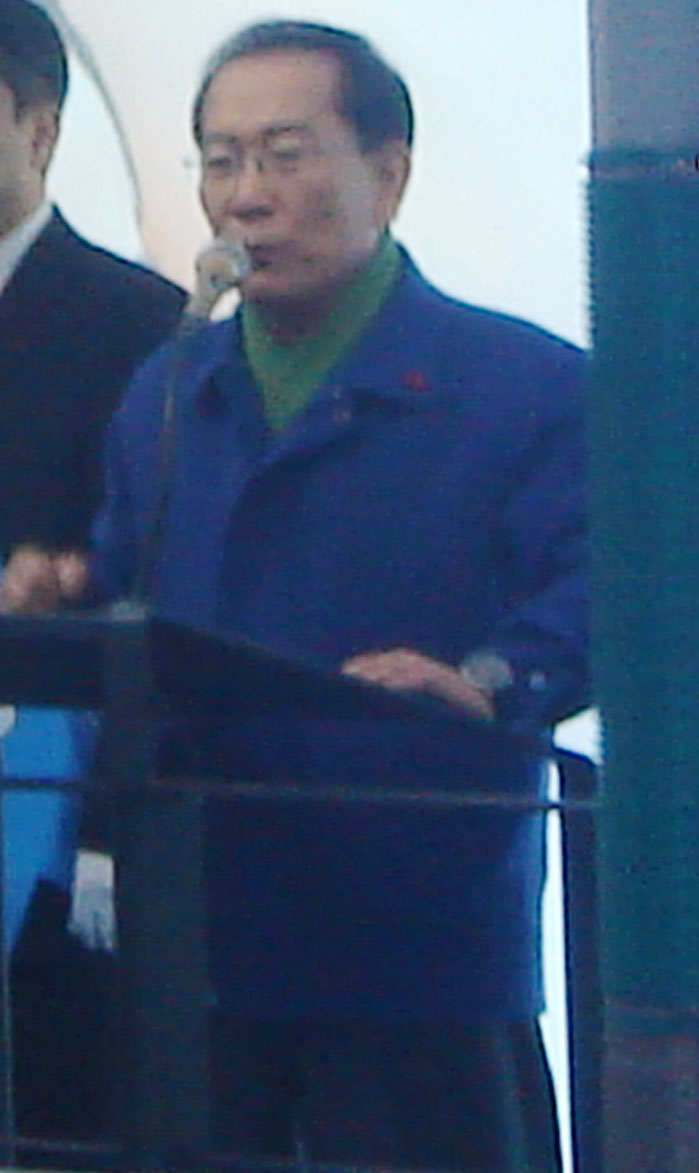
이회창

1993년 2월 김영삼의 문민정부 출범 직후 영입 제의가 들어왔으나 거절했다. 그러나 1993년 3월 김영삼 정권(문민정부)에서 감사원장에 임명되었다. 김영삼의 간곡한 설득이 있었다고는 하지만 대법원장을 바라보던 당시 이회창이 사임한 것을 놓고 일각에서는 의구심을 제기하기도 했다.
감사원장 취임 초 이회창은 감사원장 공관 입주를 거부했으며, 권위혁파와 권위주의적인 이미지 개선에 치중하였다. 한편‘성역’으로 일컬어지던 청와대 비서실이나 국방부의 율곡 사업, 평화의 댐에 대한 감사를 강행하며 전두환, 노태우 전직 대통령등에 대한 서면조사를 하였다. 이어 율곡사업 비리에 대한 감사로 전직 국방부장관 2명을 포함, 전직 해.공군참모총장, 전직 청와대 외교안보수석 등 6명을 수뢰혐의로 검찰에 고발하는 등 감사원장 재직 중 성역을 허물기도 했다. 감사원장 재직 중 그 동안 관행으로 금기시되어 왔던 청와대·안기부 등에 대한 감사와 '평화의 댐'·율곡사업 비리 감사 등 엄정한 직무수행과 선관위원장과 감사원장 당시 강직함이 회자되어 속칭 '대쪽'이라는 그의 별명이 널리 알려지기도 했다.

##### 국무총리 재직
1993년 12월 국무총리에 임명되었다. 보통 대통령의 측근이나 정권의 실세가 아닌 임명직 총리의 경우 정권의 얼굴마담이나 방탄조끼 역할을 수행하는 것이 보통이었으나, 이회창은 자신에게 주어진 법적 권한을 적극적으로 활용해 강한 총리로 직무를 수행하려 하였다. '법치'를 내세우던 그는 국무총리 재직 중 당시 김영삼의 최측근이자 권력의 2인자였던 내무부 장관 최형우(좌동영-우형우로 불리던 김영삼의 최측근이자 상도동계의 좌장)를 면전에서 거침없이 호통쳐서 유명해지기도 했다.
헌법에서 위임된 총리의 권한을 행사하려고 노력하였다가 김영삼 대통령과 수시로 충돌, 이회창을 부담스러워한 김영삼 대통령은 그를 사임 형식으로 해임하려 했다. 해임이 예상되자 “법적 권한도 행사하지 못하는 허수아비 총리는 안 한다”며 국무총리 취임 127일만인 1994년 4월 사표를 냈다. 이러한 행동들로 ‘대쪽’이라는 별명을 국민들에게 다시 각인시켰며 당시 국민들에게 큰 인기를 끌었다.
당시 이 사건을 두고 박원순 변호사는 "이 전 총리의 청빈하고 엄정한 이미지가 행정부를 개혁할 수 있을 것으로 기대했다"며 "이 전 총리의 사퇴는 현 정부가 행정의 법치주의를 포기했다는 반증"이라고 비판했으며 문재인 변호사는 "김 대통령의 인사 가운데 가장 성공적이라는 평가를 받아온 이 총리가 물러난 것은 매우 충격적인 일"이라며 "그동안 이 총리가 법치주의에 근거한 합리적 행정 구현에 노력해왔음에 비추어 볼 때 총리로서 자신의 직무상 권한을 충분히 행사하려는 것이 사임의 배경이 된 데에 대해 현 정부를 강력히 비난하지 않을 수 없다"고 말했다.

#### 정계 입문
1994년 9월 23일 서울 종로구 종로1가 교육보험빌딩 17층에 개인 변호사 사무실을 개업하였다. 동시에 다른 변호사 사무소인 동서종합법률사무소(대표변호사 김찬진)의 상임고문으로도 위촉되었다. 9월 말 그가 서울특별시장 후보로 출마할 것이라는 설이 돌자, 경향신문과 인터뷰를 하여 공개적으로 관심없다고 해명하였다.
그 뒤 서울 종로구 이마빌딩에 개인 변호사사무소를 개업하여 활동하다가 1996년 1월, 김영삼 대통령은 이회창을 신한국당에 영입했고, 1997년 3월에는 신한국당 대표최고위원에 임명했다. 이후 이회창은 군사 정권 출신 인사들의 지지를 얻었는데, 이는 상대적으로 한나라당내 민주계가 그를 부정적으로 바라보는 원인이 됐다.

### 정치 활동

#### 1997년 제15대 대통령 선거
이후 신한국당내 경선을 거쳐 대통령 후보가 된 이회창은, 야당인 국민회의가 폭로한 병역공방으로 지지율이 폭락하자 보수세력의 연합과 국민적인 지지를 얻고 김대중 후보의 전두환 노태우 사면론을 무력화시키기 위해 김영삼 대통령에게 전두환 노태우 두 전직 대통령을 추석 전에 사면해 줘야 된다고 요구한다. 당시 김영삼 대통령은 이회창의 전두환 노태우 두 전직 대통령 조기석방에 대해 "국민적인 공감대가 형성돼야 된다"며 이회창의 요구를 들어주지 않았다. 당시 정치권이 경쟁적으로 앞다투어 전두환 노태우 사면을 공약으로 내세우자 사회 각계에서도 개탄의 분위기가 쏱아졌다. 당시 김영삼 대통령은 9월 12일, 당초 전두환 사면에 대해 "국민적인 공감대가 형성돼야 한다"며 이회창의 요구를 들어주지 않았으나 다시 말을 바꿔 대선 전에 사면을 할 것이라며 입장을 선회한다. 이렇게 이회창이 전두환 사면을 공약으로 내세우자 감옥에 있는 전두환이 이회창에게 "고맙다"며 "우리 때문에 정치적 어려움을 겪는 것은 아니냐" 화답할 만큼 매우 기뻐했던 것으로 밝혀졌다.
그에 대해 이회창 후보도 전두환의 화답에 "고생 많으시다. 추석때 나오시기를 바랬는데 그렇게 되지 않아 아쉽다"고 전두환측에게 화답한 것으로 밝혀졌다. 당시 한겨레에서는 이회창 신한국당 대표가 "추석전 전두환 노태우 두분의 석방을 바랬는데 그렇게 되지 않아 아쉽게 됐다"고 전두환 측근들에게 화답하였다고 보도했다. 그리고 이회창은 9월 24일, cbs와 경실련과의 간담회에서 전두환 노태우 사면에 대해 "전직 대통령이 구금상태에 있는 것은 바람직하지 않고 대통합 차원에서 석방해 정상적인 생활을 영위토록 하는 것이 바람직하다"며 전두환 노태우 사면론에 적극적으로 찬성한다. 이는 곳 경쟁자인 김대중의 전두환 노태우 사면론을 무력화하기 위한 것이었다. 9월 30일에는 신한국당 신임 총재로 이회창이 선출되었다.
그러나 그 당시 악화된 국내 경제상황과 흉흉한 민심, 기아자동차 부도사태 등으로 신한국당의 지지도는 최악으로 치닫고 여당인 이회창의 지지율도 경쟁자인 김대중에게 크게 뒤지게 된다. 게다가 이인제가 경선 패배를 승복하지 못하고 독자출마를 강행하면서 신한국당은 어려운 국면을 타개할 선거 전략의 일환으로 김대중후보의 670억 비자금 사건을 폭로한다. 신한국당 강삼재 사무총장은 "김대중 후보가 신앙고백을 하면서까지 노태우씨로부터 20억원 이외에는 받은 돈은 없다며 국민을 기만했으나 이 모든것이 거짓임이 드러났다"며 김대중 후보를 공격했다. 야당인 국민회의 내부에서도 "김대중 후보가 신앙 간증까지 하면서 20억원 이상은 받은 사실이 없다고 했고, 20억원 이상 받은 사실이 없다고 단언했기 때문에 광주 현지여론도 무마시킬 수 있었다. 사실로 드러나면 큰일이다"라며 충격에 휩싸였고 다음날인 신한국당은 이것이 20+α 물증이고, 김대중 총재가 20억 +α외 6억3천만 원은 받은 적 없다며 우겨대자 신한국당은 20억+A의 입출금 계좌와 수표의 일련번호를 공개했다. 다음 날에는 김대중후보가 야당총재직을 이용해 134억 7천만원을 챙긴 사실까지 폭로하여 정국은 큰 혼란에 빠진다. 김대중 비자금 공방은 10월 14일 김대중 친인척 명의의 378억 비자금 폭로로 극한 대치로 치달았다.
 10월 17일에는 신한국당이 김대중을 조세포탈 및 뇌물수수 혐의로 검찰에 고발함으로써 최악의 상황으로 치닫게 된다.

당시 김대중 비자금 폭로의 최선봉장이었던 강삼재 의원은, "김대중이 대통령 당선되더라도 대통령 자격 없고 당선 되더라도 걸어내려와야 될 것" 이라며 공격했고 김대중 지지자들은 강삼재씨 집에 24시간 넘게 살해협박까지 하며 신한국당사를 폭파시키겠다는 협박전화까지 걸려왔다.

10월 17일에 열린 한국일보 초청 토론회에서는 김대중후보와 이회창후보의 비자금 공방이 오고갔다. 이회창은 "야당총재(김대중)한테 뭐하러 기업들이 뼈빠지게 돈을 갖다주겠습니까?, 아무 조건 없고 받을 특혜가 없다면 뭐하러 돈을 갖다주겠습니까"라고 비난했는데 김대중은 "조건있는 돈은 받은 일이 없고 받은 돈은 모두 공적으로 썼고 은닉한 재산 없다"며 비자금 의혹을 전면 부인한다. 이인제 후보는 "김대중씨가 당선되더라도 도덕적인 힘이 나올수 있겠습니까"라며 김대중 후보를 비난했다. 결국 10월 20일, 김대중후보의 비자금 수사가 시작되었으나 다음날이던 10월 21일, 검찰은 김대중의 비자금 수사를 대선 이후로 유보한다고 발표한다.
당시 김대중의 비자금 수사를 유보한 배경에는 악화된 경제상황 및 흉흉한 민심과 기업체들의 부도사태등등 검찰 내부에서 비자금 수사를 개시한다면 호남을 중심으로 한 국민적인 저항이 발생할 가능성이 높고 제2의 광주사태를 우려하여 수사를 중지시켰던 것으로 밝혀졌다. 또 당시 검찰총장인 김태정 검찰총장의 고향이 호남출신인 것도 수사를 중지시킨 변수가 됐다. 검찰이 김대중 비자금 수사를 중지하자 이회창은 검찰의 재수사를 요구했고, 김영삼 대통령의 잘못이 크다며 김영삼의 탈당을 요구했다. 결국 김영삼 대통령은 11월 7일, 정치권 허위사실 유포에 엄히 대처한다며 담화문을 발표하고 신한국당을 탈당한다. 소수 야당이던 민주당과의 합당 및 후보 단일화를 추진한 끝에 마침내 11월 13일 총재 조순, 대통령 후보 이회창이라는 합의를 도출해내 11월 21일 양당 합당합동회의를 통해 새로 출범한 한나라당의 명예총재 및 제15대 대통령 선거 후보로 추대되었다.
그러나 1997년 12월 18일 대선에서 IMF사태에 대한 한나라당의 책임론으로 낙선했다.

김영삼은 아들 현철을 그를 차기 국회의원 이나 정치인 등으로 염두에 두었으나 신한국당의 신임 총재로 취임했던 이회창은 김영삼측의 생각을 단호하게 거절하였다. 이 일로 김영삼과 이회창간의 미묘한 감정싸움의 발단이 되어 알력으로 작용하다가 사이가 틀어지는 원인을 제공하기도 하였다. 이후 이회창은 1997년 대선에 도전하였으며 경선에서 이인제를 누르고 당선되었으나, 이인제가 신한국당의 경선결과에 불복하고 국민신당을 만들어 탈당하고, 김영삼의 최측근이었던 서석재 등도 신한국당을 탈당하여 이인제의 국민신당에 입당하여 이회창에게 타격을 주었다. 이후 김대중이 자유민주연합 김종필과 연대하여 DJP연대를 하였고, 김영삼 정부 말기의 IMF 구제금융 사태가 언론에 집중으로 부각되면서 김대중에게 패하여 2위에 머물렀다.

#### 국민의 정부 초기
1997년 대선에서 새정치국민회의의 김대중이 새로운 대통령으로 당선된 후, 이회창은 몇십 년 만에 야당의 위치가 된 한나라당의 총재였던 조순과 더불어 당을 이끈다. IMF 구제금융사건과 계속되는 지지율 하락을 극복하기 위해 당명을 신한국당에서 한나라당으로 바꿨음(1997년 11월 21일)에도 불구하고 대선에서 패배한 것을 극복하기 위하여 이회창은 IMF 구제금융사건의 책임을 가지고 있는 김영삼이나 노태우, 전두환 등 군사정권과 친밀했던 인사들과 거리를 둘 것을 주장했고, 과거의 영광에 집착하는 당시 한나라당 지도층을 비판했다.
김대중이 제15대 대통령으로 취임한 1998년 당시 한나라당은 원내 과반석을 보유한 제1당이었다. 한나라당은 이것을 이용해 여당인 새정치국민회의와 김대중 당시 대통령이 추진하려는 햇볕정책과 김종필 총리 임명안 및 각종 정책들에 대해 계속해서 반대로 일관했다. 그러나 30여 년 만에 등장한 새로운 집권세력에 기대를 하고 있었던 국민들의 여론은 점점 악화되고 있었고, 급기야 1998년 6월 지방선거에서 영남과 강원도를 제외한 모든 지역에서 한나라당은 참패한다.
이런 상황에서 그는 단순한 대선 후보 경험자에서 한나라당 총재로 부상한다(1998년 8월).

#### 야당 총재
이회창이 한나라당 총재로 재등장한 것을 전후로 김대중의 여당은 세풍, 총풍 사건을 이용해 한나라당을 압박하였으며, 40명에 가까운 한나라당 소속 의원이 새정치국민회의와 자유민주연합으로 옮겨갔다. 김영삼과 심한 갈등으로 상도동계와도 원만하지 못하였다. 그러나 내각제 개헌 문제를 놓고 김대중과 김종필의 사이가 흔들리기 시작하였으며, 각종 권력형 비리 사건들이 터지면서 이회창은 다시 기회를 잡는다. 전대 한나라당 총재였던 조순을 비롯해 그의 지지자들의 당내 입지를 좁혀 표하게 만들었으며, 김대중 정부의 여러 가지 부패, 비리 사건을 이용해 집요하게 여당을 공격했다. 이런 이회창의 활발한 활동 덕분에 2000년의 국회의원 총선거에서 한나라당은 수도권에서는 패배하였지만 1990년대 후반 이후 원내 제1당의 지위는 유지하게 된다.
2000년 이후 상도동계를 견제할 목적으로 '젊은 피 수혈'을 내세워, 오세훈 등을 당내에 영입하였다.
2001년 2월 6일 국회 교섭단체 대표연설에서 볼테르의 말이라며 '당신의 말에 동의하지 않지만 그렇게 말할 권리는 보호할 것'이라는 문구를 인용하면서 "언론의 자유를 지키는데 온 힘을 다할 것"이라며 국세청의 언론사 세무조사 중단을 촉구했다. 이때 민주노동당은 논평을 내어 "볼테르의 말은 '당신의 사상에 반대한다. 그러나 당신이 그 사상 때문에 탄압받는다면 나는 당신의 편에 서서 싸울 것'이 정확하다"고 하면서 "볼테르의 말은 사상과 양심의 자유를 옹호한 명언중의 명언"이라며 "한나라당이 그렇게 옹호해온 국가보안법에 대한 사형선고나 다름없는 말"이며 "앞으로 국가보안법 폐지에 적극 나서주기 바란다"는 권고를 받았다.
김대중 정부 내내 장관에 대한 해임 건의안을 수시로 제출하고 군사정권때 정권 차원에서 유포한 반김대중 정서에 기대어 지역감정을 조장하는 것에 대해 수도권 등지의 젊은 세대로부터 비판을 받았다.

#### 2002년 제16대 대통령 선거
2001년 말 제16대 대통령 선거에 공식 출마를 선언했다. 비록 세풍, 총풍 사건이 있었지만 2002년 대통령 선거 직전에도 이회창의 대쪽같은 이미지, 흔들리는 한나라당을 수호해낸 인물, 할 말은 하는 사람이라는 인식까지는 흔들리지 않았다. 새천년민주당의 당내 경선에서부터 돌풍을 몰고온 노무현 후보의 등장으로 이회창 후보의 초반 분위기는 좋지 않았다. 민주당 내에서도 무명이었던 노무현의 등장 과정과 달리 이회창은 1997년 대선 때부터 실질적인 한나라당의 지도자였으며, 사실상 2002년 대선 후보로 이미 내정된 상태였다. 당시의 노무현 후보가 노사모의 도움과 국회의원 시절의 독특한 정치행보, 서민 위주의 정책을 통해 서민적인 이미지를 구축해 나갔다면, 이회창 후보는 엘리트 코스로만 승승장구하며 달려온 정치가, 지난 30여 년간 집권 세력이었던 한나라당을 거느리고 있는 귀족적인 정치가의 이미지를 구축해 나갔다. 이런 상황을 극복하기 위해 여러 가지 '서민적인' 행보를 하던 이회창 후보는 서민적 이미지 만들기에는 실패한다. 노사모에 비견될만한 팬클럽인 창사랑 역시 노사모 만큼 활발한 활동을 보이지는 못했다.
하지만 노무현과는 비교되지 않을 정도로 쌓아온 여러 가지 경력, 신뢰감을 주는 이미지, 김대중 정부 말기의 대형 측근 비리 사건은 이회창에게 호재로 작용했다. 그러나 김영삼계열과 이인제, 김윤환 계열의 이탈로 리더십에 타격을 받기도 했다. 그러나 2002년 4월 한나라당 내 김용갑 등 당내 보수파가 그에 대한 공개 지지를 천명하는 등 강경 보수 성향의 인사들로부터 지지를 얻으면서 세력을 만회하는 듯 했다. 2002년 6월 지방선거에서 한나라당은 새천년민주당의 지지도가 높은 호남, 충청 지방을 제외한 대부분의 곳에서 승리를 거둔다. 김대중 당시 대통령의 세 아들도 각종 비리 사건으로 구속되고, 9월에는 정몽준이 월드컵 열기를 타고 대선 출마를 결심하는 등 이회창이 노무현의 초반 돌풍을 극복하고 작은 차이나마 꾸준히 앞서나가는 모습을 보인다.
그러나 이회창도 비리 혐의에서 자유롭지는 못했다. 2002년에만 823억 정도를 운반한 것으로 알려진 차떼기를 비롯하여, 115평 초호화 빌라에 공짜로 거주한 점, 1997년 대선에서 불거졌던 두 아들의 병역비리 혐의(법정에서는 무혐의로 판결) 등으로 이회창은 여당의 악재를 적절하게 활용하지 못했다. 또한 아들 이정연, 이수연의 병역 면제와 관련, 2001년초부터 대선 직후까지 모병담당자였던 김대업, 설훈 등으로부터 병역 면제 의혹이 제기되어 왔고, 병역면제 의혹으로 여론으로부터 공격을 당하기도 했다. 또한 월드컵 열기를 틈타 발생한 서해교전 때문에 국가 안보를 강조하는 입장인 이회창에게 유리한 국면이 조성될 뻔했으나, 비슷한 시기에 발생한 미군 장갑차 여중생 압사 사건으로 인해 전사회적으로 퍼진 반미감정 때문에 별 소용이 없었다. 게다가 정몽준과 노무현의 단일화로 인해 11월부터는 노무현이 여론조사 상에서 이회창을 2~3% 앞서는 국면이 계속되었다. 대선 하루 전날인 2002년 12월 18일 정몽준은 노무현과의 지지를 철회하고, 각종 보수 언론에서 이를 대서특필하였으나, 대세가 바뀌지는 않았다. 이회창은 대선 이틀 후인 2002년 12월 21일, 한나라당 당사에서 기자회견을 갖고 정계 은퇴를 공식 선언한다.
2007년의 이명박과는 다르게 이회창은 여러 가지 비판에 대해 적극적인 공세를 펼치지 않았다. 그러나 병풍 관련 의혹이 1년 이상 결론을 내리지 못한 채 지지부진 했으나, 병풍 의혹은 그의 이미지를 상대적으로 실추시키는 역할을 했다. 또한 그는 제대로 된 당내 경선을 치르지 않고, 자연스럽게 총재를 거쳐 대선 후보가 된 것이기 때문에, 당내에서 미리 비판이 나와 자정작용을 할 수 없었다는 점도 있다.
또한 김영삼의 아들 김현철을 공천해 주는 것을 거부한 것 역시 상도동계의 분노를 촉발시켜 지원을 끊게 만든 요인이 되기도 했다. 대선을 앞두고 이인제의 경선 불복종과 탈당, 군사 정권 계열인 김윤환의 탈당 역시 지지층 이탈과 표 분산의 원인이 되었다. 그리고 선거 직전 김대중과 박지원 등의 대북송금에 대한 특검을 주장하기도 했는데, 이는 민주화 운동권 세력의 불안을 가속화시켜 결집시키는 효과를 가져오기도 했다. 이런 요인들이 2002년 대선에서 노무현에게 패배한 한 이유들로 거론되고 있다.
대선 1달 후인 2003년 1월 미국으로 연수차 출국하였으며, 이 때문에 노무현의 대통령 취임식에는 축하난만 보내고 참석하지 않았다. 이회창은 불법 대선 자금 관련 기자회견을 열기 위해 2003년 10월 일시 귀국할 때까지 미국에 머물렀으며 일시 기자회견 이후 다시 출국한 뒤 2004년 중순까지 미국에서 생활했다.

#### 정치계 은퇴와 복귀

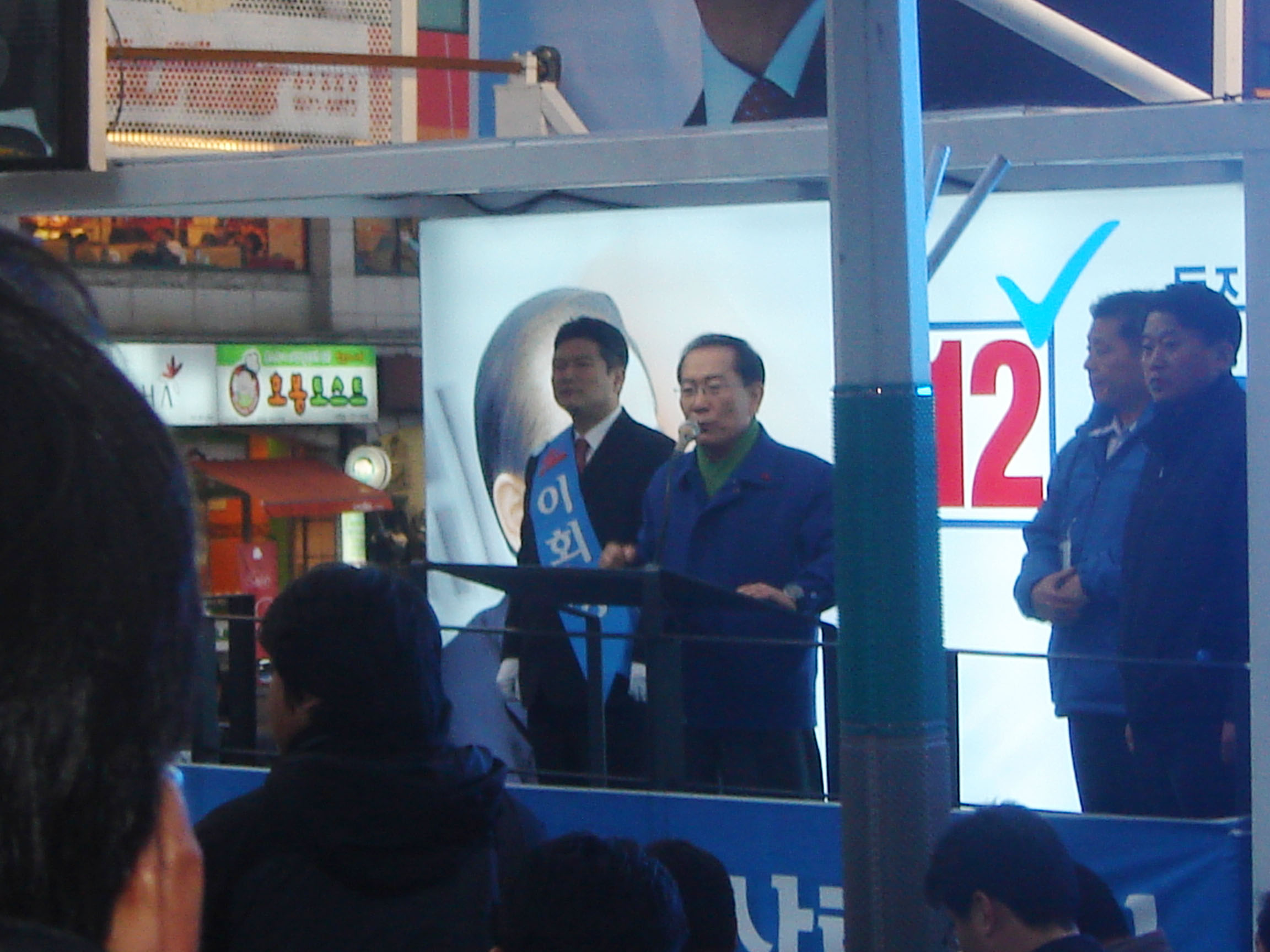
2007년 대선에서 선거 유세를 하고 있는 이회창

이회창이 정계를 떠난 이후 그의 자리였던 한나라당 총재 자리는 한나라당의 전신인 민주정의당과 민주자유당에서부터 활동해온 서청원과 최병렬, 그리고 박정희의 딸이자 정치적 후계자를 자처하는 박근혜에게 이어졌다. 노무현의 당선 이후 한나라당은 원내 제1당이라는 점을 이용하여 노무현 당시 대통령의 여러 정책에 발목을 잡았다. 이에 한나라당에 대한 국민여론이 크게 악화되었고, 노무현 대통령 탄핵 소추를 기점으로 원내 제2당으로 내려앉았다. 박근혜 대표 체제가 자리잡으면서, 기존 한나라당의 당권은 김영삼과 이회창의 민주계에서 민정계로 넘어가게 된다.
이렇게 한나라당이 위기에 빠진 상황에서 그는 한나라당에 관련된 발언을 하지 않고 자신의 개인 활동에 전념했다. 2006년에 한나라당이 열린우리당의 실정과 여러 가지 측근 비리 사건을 틈타 지방선거에서 대승했을 때에도 어느 지역구에 출마한다거나, 한나라당에 관련된 발언을 일체 삼갔다. 그가 정치적인 활동을 보인 것은 2005년 10월 열린 재보궐선거에서 당시 대구에 출마한 유승민의 유세에 참석했던 것이 유일했는데, 유승민이 2002년 대선 당시 이회창 캠프 하에서 여의도연구소 소장을 지낸 인연으로 유세를 도와준 것이었다. 2007년 들어 박근혜와 이명박이 제17대 대선 행보를 시작했었을 때, 이회창의 근황을 궁금해 하는 사람은 많았지만 정작 본인은 후보에 오를 생각도 하지 않았고, 특정인을 지지하지도 않았다. 그가 정계 은퇴를 선언했으면서 번복한 것은 국민을 기망한 것이 아니냐는 일각의 비판이 있자, 일부 보수 진영에서는 김대중의 정계은퇴 선언과 2년만의 복귀를 예로 들어 반론하였다. 논란은 그가 대통령 후보로 공식 입후보할 때까지 계속되었다.

#### 2007년 제17대 대통령 선거
하지만 이명박이 한나라당의 2007년 대선 후보로 선출된 이후, 이회창의 측근을 중심으로 이회창의 대선 출마 가능성에 대한 이야기가 집중 보도되었다. 이회창이 이명박 후보의 각종 비리 의혹 때문에 불안해하고 있으며, 자신과 비교적 정치 성향이 비슷한 박근혜를 끌어들여 대선판을 재편성하겠다는 소문이 끊이지 않았다. 이회창 본인은 이에 대해 특별한 언급이 없었지만, 이회창의 지지자들은 2006년 5월에 있었던 박근혜 커터칼 테러 사건 등을 들먹이며 소위 '스페어 후보론'을 내세워 이회창의 출마가 임박했음을 선전했다. 대선 후보 마감일이 한 달 앞으로 다가온 2007년 10월까지 이회창은 출마에 대한 직접적인 언급을 피해왔으나, 2007년 11월 7일, 이회창은 한나라당을 탈당하고 무소속으로 제17대 대통령 선거 후보(기호 12번)가 되었다.
그가 뒤늦게 11월에서야 세 번째 대선 출마를 결심하게 된 데에는 여러 가지 의견이 있지만, 2002년 대선 이후 정치적 행보를 거의 하지 않았는데도 출마하지도 않은 자신의 지지도가 당시 범여권의 정동영 후보를 앞지르고 있었다는 점, 박근혜의 합류를 기대했다는 점, 이명박의 비리 혐의와 자신과 다른 정치 성향에 불만이 있었다는 점 등이 거론되고 있다. 실제로 이회창은 대선 출마를 선언한 후 대선 직전까지 박근혜의 합류를 기대하였으며, 한나라당의 이명박 후보가 경제만 강조한다면서 "좌파적"이라고 비판했다.
이명박은 이회창이 출마 선언을 하기 하루 전까지도 편지를 보내 한나라당의 선거 캠프에서 선거를 지원해줄 것을 요청하였으나, 이회창이 이를 묵살하고 무소속 출마를 선언하자 이회창 후보를 비판하였으며 다른 한나라당 의원들과 중진들도 이회창의 출마를 비판하였다. 특히 강재섭대표는 '대통령병'이라는 원색적인 언어를 써가며 이회창 후보를 비판하였다.
그의 등장 이후 50% 이상을 유지하던 이명박 후보의 지지율은 한때 30% 중반까지 떨어졌지만, 그는 더 이상 특별한 돌풍을 일으키지 못한 채, 대통합민주신당의 정동영에게도 크게 뒤처진 15.1%의 지지율(3위)로 낙선했다.

#### 자유선진당 창당
그가 대선 레이스에서 가장 역점을 두어 강조한 정책이 바로 국가 안보와 법질서 확립이었다. 이명박 대통령 역시 햇볕정책에 부정적이고, 다른 후보들에 비해서 안보와 질서를 강조하는 면에서는 이회창과 비슷했지만, 경제에 역점을 두고 다른 정책들은 상대적으로 소홀히 했기 때문에 이회창으로부터 "좌파"라는 공격을 받았다. 그는 한나라당과 이명박 대통령을 비판하는 한편 "정통 보수 정당"을 창조하기 위해 대선 이후에도 바쁜 행보를 계속하였다.
2008년 2월 1일 충청도 지역을 중심으로 자유선진당을 창당했으며, 2008년 2월 12일에는 비슷한 정치성향의 국민중심당과 합당을 선언하였다.
 1997년 대통령 선거 당시 단일화 문제로 갈라섰던 이인제와 11년만에 해우하여 화제가 되기도 하였다.
이후 자유선진당은 제18대 총선에서 기존 자유민주연합, 국민중심당처럼 충청도 지역의 의석의 과반수를 차지하여 총 18명의 국회의원을 당선시켰다. 이는 기존 자유민주연합, 국민중심당보다 한층 뛰어난 결과였지만, 국회 내의 교섭단체가 될 20명에는 2명이 모자란 결과이기도 하다. 이후 자유선진당은 2명의 국회의원을 더 받아들이기 위해 무소속과 한나라당을 탈당해 국회의원에 당선된 의원들을 접촉하였으나 성과가 없었고, 대신 창조한국당과 공동교섭단체를 구성한다.
한편 이명박 정부 초기부터 이명박 대통령의 방식에 많은 비판이 있었다. 특히 미국산 쇠고기에 대한 수입을 재개하기로 한 협상은 노무현 정부에서처럼 전문가 회의를 거치지도 않았고, 훨씬 완화된 검역조건을 가지고 1주일만에 합의되어 각종 논란을 낳았다. 이회창은 이 논란에 대해 미국산 수입재개 자체에는 반대하지 않으나, 협상이 졸속으로 진행되었다며 재협상을 주장했다. "이명박 대통령이 TV토론회에 나오라", "선진당이 쇠고기 궐기대회를 열어야 한다"는 식으로 강도높은 비판을 하였지만, 촛불집회와 대통령 탄핵서명에는 부정적인 입장을 표명하였다.
2009년 8월 25일 이회창은 나로호 발사 실패와 관련해 "너무 조급증을 내서도 안되고, 우리의 과학기술을 과대 포장해서도 안된다"며 "이렇게 실패하고 재도전하는 과정을 거치면서 유인 위성의 발사를 준비해야 한다"고 말했다.
8월 26일 이회창은 심대평 대표에 대한 총리 기용설과 관련, "앞으로 이에 관한 이야기는 일체 나오지 않았으면 한다"고 밝혔다. 이 총재는 이날 국회에서 열린 당5역회의에서 "심 대표의 총리 기용 여부와 관련해 마치 당에 내분이 일어나는 것처럼 비쳐지고 있는 것은 매우 유감스러운 일"이라고 말했다. 이 발언은 정치연대의 틀 없이 선진당 소속 의원이 내각에 참여할 수 없다는 기존 원칙을 강조한 것으로 보인다는 평가가 있다. 그는 또한 "당직자들이 개인 의견을 말하는 것은 당에 전혀 도움이 되지 않는다"며 "외부의 추측과 풍문 때문에 쓸데없이 우리당 스스로 내분과 같은 양상으로 비쳐지는 것은 경계해야 한다"고 지적했다. 이후 8월 30일 자유선진당 심대평 대표가 이회창 총재의 독선적 당 운영에 불만을 제기하면서 탈당하였다. 심 대표의 탈당으로 자유선진당과 창조한국당이 함께 구성한 교섭단체(선진과 창조의 모임)가 붕괴되었다. 탈당에 대해 이회창은 "어려움을 함께 하면서 여기까지 왔는데 이렇게 돼서 안타깝고 가슴 아프다" 고 말했다고 박선영 대변인이 전했다. 9월 3일 그가 자유선진당 세비기금 전달차 들른 대전 서구 둔산동 오페라웨딩에서 가진 기자회견에서 "자유선진당이 원내교섭단체 지위를 잃었다고 해서 생명줄이 끊어진 것은 아니다"며 "우리는 17석을 갖고 최대한 맡은 일을 해낼 것이고, 원내교섭단체 구성도 모색할 것"이라고 밝혔다. 또 심대평 대표의 국무총리 입각 반대 배경에 대해 "심 전 대표가 국무총리에 입각하는 것은 현 정권의 한복판에 들어가는 것인데 과연 그렇게 했을 때 선진당이 그동안 반대해 온 '4대강 살리기 사업' 등을 강하게 비판하고 반대할 수 있겠느냐"며 반문했다. 그는 그러면서 "선진당이 미디어법 등 개별사안에 대해 다른 정당과 정책적으로 공조하는 것과 총리 입각 등 큰 틀에서 공조하는 것은 차원이 전혀 다르다"고 강조했다. 자유선진당이 이회창 총재한테 너무 많은 권한이 집중돼 있다는 지적이 있는데 일선에 후퇴할 생각이 없느냐는 질문에는 "총재 자리에서 사퇴하라는 얘기는 여기와서 처음 들어봤다"고 일축한 뒤 "나는 그동안 모든 일을 철저하게 토론을 통해 결정했다. 내가 일방적으로 모든 일을 결정해 왔다는 것에 대해 아무도 동의하지 않을 것"이라고 말했다. 그는 심 전 대표에 대한 복당 요구가 '립서비스'에 불과하다는 지적에 대해 "결코 립서비스가 아니다. 직접 찾아뵙고 싶었지만 잘 안됐고, 전화연락도 안된다는 얘기를 들었다"며 "진심으로 돌아오기를 바란다"고 말했다. 이밖에 이 총재는 무소속 이인제 의원과 염홍철 전 대전시장의 영입 여부에 대해 "이 자리에서 특정인을 언급하는 것은 적절치 않은 만큼 언급하지 않겠다"며 말을 아꼈다.

#### 세종시 논란
2009년 12월 7일 불교방송 ‘김재원의 아침저널’에 나와 “4대강은 이 대통령 임기 중에 완성해 이명박 작품으로 만들려는 것이지만 세종시는 노무현 정권에서 여야가 합의해서 됐기 때문에 그렇게(MB 작품이 아니라고) 생각하고 있는 것 아닌가”라며 이같이 말하고 “그래서 지금 세종시에 돈 들이고 뭐 할게 아니라 4대강정비사업에 올인하려는 것”이라고 했다. 이어 이 총재는 “세종시 수정론에 찬성하는 많은 분들, 특히 지식인층에서 많이 있는데 이분들이 하나의 편견을 가지고 있다”며 “세종시는 다 노무현 말뚝이다, 그러기 때문에 노무현 말뚝을 뽑아야 한다는 편견이 있다”고 주장했다. 이명박 대통령이 ‘수도 이전 반대에서 상황이 바뀌니까 찬성으로 돌아섰다’고 자신을 비판하고 있는데 대해 “헌법재판소가 부처 일부를 이동하는 것은 수도 분할이 아니라고 말했는데 지금 이 대통령은 헌재의 의견을 깡그리 무시하고 수도 분할이란 말을 쓰고 있다”며 “이것은 전혀 내용을 모르거나 알면서 일부러 사실을 왜곡한 것”이라고 반박했다. 또한 언론에 대해“지금 방송은 물론이고 주요 신문 한 번 펴보라”며 “칼럼이나 수정론자들을 와이드 인터뷰해서 대서특필하고 있다. 언론이 각자의 방향은 가지고 있다 하더라도, 최소한 알 권리가 있는 국민에게 보도하는 과정에서는 공정하게 해야 한다”고 언론을 행태를 비판했다. 정부의 전방위 세종시 여론설득 작업에 대해 이 총재는 “비충청권의 민심을 바꾸어서 그것으로 (충청권을) 압박하겠다는 의도가 보인다”며 “자신들이 생각하는 것이 정말로 옳고 정당한 일이고 국가 백년대계를 위한 것이라면 당당하게 해야지, 그렇게 야바위꾼 동원하듯이 왜 그런 여론몰이를 하느냐”고 비난했다.

#### 인터넷 논객 미네르바 논란
2009년 1월 인터넷 논객 미네르바의 처벌 수위가 심하다고 지적하였다. 그는 실정법에 위반되면 처벌하는 형식적 법치주의는 국민을 억압하는 독재의 유물이며 우리는 사회적 정의에 부합여부를 가려서 처벌을 정하는 실질적 법치주의 시대에 살고 있다고 주장하였다. 한두 가지 허위 사실이 있다고 해서 곧바로 처벌하는 건 실질적 법치주의에 반한다며 인터넷 논객 미네르바 처벌에 대한 이명박정부의 태도에 대한 비판적 시각을 제시하였다. 이에 1월 13일 한나라당의 홍준표는 원내대책회의에서 어느 야당 총재를 지칭하며 박씨 사건은 형식적 또는 실질적 법치주의와 상관없는 일이라고 잘라 말했다. 그는 국민의 기본권엔 내재적인 한계가 있으며 정부비판이 잘못이 아니라 거짓말로 우리가 불가피하게 쓰지 않아도 될 20억 달러를 환율 안정을 위해 썼다는 데 있다며 반박하였다. 이어 내재적인 한계를 넘어선 행동을 했기 때문에 책임지는 것이라고 덧붙였다.

### 2010년대 이후
2010년 6월의 재보궐선거에서 패하자 그는 책임지고 대표직 사의를 발표했다.
한편 2011년 1월초에 소말리아 해적에게 납치된 한국선박을 구하러 한국의 청해부대 파견 시, 일부 언론들과 네티즌들의 발표와 전달에 대해 공개는 자제해야 한다며 비판하기도 했다. 이 후 19대 총선에는 불출마를 선언, 정계를 완전히 은퇴하였다.
2012년 5월 자유선진당을 탈당하였다. 2012년 11월 24일, 새누리당 박근혜 후보 지지를 선언하고 새누리당에 입당하였다. 2016년 12월 박근혜 대통령 탄핵 소추로 새누리당에서 비대위원장 후보를 물색하는 과정에서 잠시 이름이 거론되기도 하였으나, 결국 인명진이 비대위원장으로 추대되었다.
2017년 1월 26일 새누리당을 탈당하고 바른정당에 입당하며, 대선 출마를 선언한 유승민 바른정당 의원의 지지를 선언하였다. 2017년 8월 22일에는 3년여간 집필해온 회고록을 출판하였다. 여기서 이회창은 박근혜 전 대통령 탄핵 사태는 박 전 대통령 자신과 옛 새누리당에 있다고 지적하였으나 대한민국 보수주의가 실패한 것은 아니라고 밝히고, "좌파가 선호해온 정책이라도 그것이 정의에 반하지 않고 보수의 이념과 정체성에 저촉되지 않으며 국민의 이익을 위해 필요한 것이라면 과감히 끌어 안아야 한다"면서 '개혁적 보수주의'를 강조하였다.
2018년 7월 자유한국당 비상대책위원장 추천론이 돌았다. 안상수 비대위 준비위원장은 "여러 곳에서 이 전 총재를 추천하는 분들이 있어서 다른 (비대위원장) 후보군들과 함께 논의 중"이라며 이 전 총재도 비대위원장 후보 중 하나로 검토하고 있다는 뜻을 밝혔다. 그러나 이 전 총재는 한국당 비대위원장설에 대해 불쾌감을 드러낸 것으로 전해졌다. 이 전 총재의 측근은 3일 한국일보와의 통화에서 "자유한국당에서 군불을 때는 모양인데 이 전 총재가 굉장히 언짢아 했다"면서 "한국당으로부터 연락도 없었지만, 그런 요청이 오더라도 비대위원장을 할 생각이 없다고 했다"고 전했다.
거주지는 대한민국 서울특별시 용산구 서빙고동이다.

## 학력
- 광주서석국민학교
- 청주중학교
- 경기중학교
- 1950년~1953년 경기고등학교
- 1953년~1957년 서울대학교 법과대학 법학 학사
- 1962년~1963년 국방대학교 행정학사 8기
- 1997년 러시아 극동국립대학교 블라디미르대학 법학 명예박사

## 경력
- 1957년 제8회 고등고시 사법과 합격
- 1960년~1965년 서울민사지방법원 판사
- 1962년 인천지원 판사
- 1965년 서울형사지법 판사
- 1965년~1970년 서울고등법원 판사
- 1970년~1973년 사법연수원 교수 겸임
- 1971년~1975년 서울민사지방법원 부장판사
- 1976년~1981년 서울고등법원 부장판사
- 1981년~1986년 대법원 판사
- 1988년~1993년 대법원 대법관
- 1988년~1989년 제8대 중앙선거관리위원회 위원장
- 1993년~1993년 제15대 감사원장
- 1993년~1994년 제26대 국무총리
- 1995년 11월 가톨릭대학교 발전후원회 회장
- 1997년 신한국당 대표위원
- 1997년 신한국당 총재
- 1997년 한나라당 제15대 대통령 후보
- 1997년 한나라당 명예총재
- 1998년~2002년 한나라당 제1ㆍ2ㆍ3대 총재
- 1999년~2000년 제15대 한나라당 국회의원
- 2000년~2002년 제16대 한나라당 국회의원(전국구 1번)
- 2002년 한나라당 제16대 대통령 후보
- 2002년~2007년 한나라당 상임고문
- 2003년 2월~2004년 3월 미국 후버 연구소 명예교환교수
- 2007년 무소속 제17대 대통령 후보
- 2008년 2월~2011년 5월 자유선진당 대표최고위원
- 2008년~2012년 제18대 자유선진당 국회의원
- 2012년~2016년 새누리당 상임고문
- 2017년 바른정당 상임고문
- 2018년 바른미래당 상임고문

## 상훈
- 1985년 청조근정훈장
- 1995년 국민훈장 무궁화장
- 1996년 서울대학교 자랑스러운 서울법대인 상
- 1998년 미국 버클리대학교 특별명예상

## 평가와 비판

### 긍정적 평가
군사정권 재직 중 박정희·전두환 정부의 청탁과 압력에 굴하지 않고 소신 판결을 내린 것을 높이 평가하기도 한다. 이 때문에 군사정권에서는 그를 수시로 해임하려 하였으나 비리, 수뢰와는 거리가 멀었으므로 쉽게 해임할 수 없었다. 40년간의 법관생활 중 뇌물수수를 하지 않은 점, 성추문 등에 휘말리지 않은 점 등 청렴성과 강직함은 긍정적 평가를 받는다.
김영삼 정부에 발탁되었음에도 공정한 직무수행을 하려 노력한 점과 김영삼의 측근인 최형우 등에게 거침없이 책임추궁을 한 점 등도 높이 평가된다.

### 비판 및 부정적 평가
'창자를 뽑아버리겠다' 발언과 기자들에게 "똑바로 안쓰면 다 죽을줄 알아", "고대를 나와서 어떻게 기자를 하느냐" 등의 막말 발언이 문제가 되기도 했다. 불교 조계종 원로승려 정대는 이런 이회창을 보고 "그가 집권하면 희대의 정치보복이 일어날 것이다"라는 비판을 가하기도 했다.

#### 기타 비판
2008년 2월 자유선진당이 창당할 때, 국민중심당의 심대평은 이에 합류하였다. 그러나 이명박 정부가 심대평을 국무총리로 영입하려 한다는 설과 관련하여 양자간의 갈등 의혹이 여러 차례 있었다. 이회창은 이러한 의혹을 여러 차례 부인하였지만, 2009년 8월 30일, 심대평이 긴급기자회견을 갖고 "설득이 통하지 않는 아집과 독선적 당운영으로 당 지지율을 2%대에 머무르게 하는 이회창 총재와 당을 같이할 수 없음을 분명히 밝힌다"며 탈당을 선언하며 양자간의 갈등이 현실화되었다.

### 논란과 의혹

#### 1997년 대선 당시전두환과의 전두환 사면에 대한 거래 논란
1997년 4월 6일, 전두환 노태우의 사면에 "이회창 신한국당 대표가 국민대화합이 필요하다는 측면에서 전두환 노태우의 사면에 대해 찬성입장을 밝힐 예정"이라는 보도가 나오고 김윤환 신한국당 고문도 "김영삼대통령에게 전두환 노태우의 사면을 건의하였다"는 보도가 나옴으로써 집권당인 신한국당 내부에서는 전두환 노태우의 형 집행이 확정되기도 전에 전두환 노태우의 사면논의가 오가기 시작했다.

1997년 4월 17일 전두환 노태우에 대한 형 집행이 확정되자 집권당인 신한국당 내부에서 본격적으로 전두환 노태우의 사면에 대해 논의되기 시작했다. 당시 신한국당의 김윤환 고문과 대구경북쪽 인사들을 비롯한 구 여권 출신 대선주자들은 종전부터 사면에 찬성하는 쪽에 섰다. 김윤환 고문은 "부정축재 한 거 환수하고, 여러 가지 한다면은 죄는 주지만은 벌은 안 주었으면 하는 그런 심정이다."라는 발언으로 전두환 노태우의 처벌에 봐주기식 관용을 베풀어야 한다는 발언으로 당내에서 전두환 노태우의 사면 복권에 대해 찬성하는 방향으로 당내 분위기를 주도해나갔다.

7월 22일에는 법무부가 전두환 노태우의 사면에 대해 실무검토를 마쳤고 광복절 무렵에 사면될 수 있다는 뉴스까지 나오며 전두환 노태우의 사면에 대해 "언제든지 사면시킬 수 있다"고 "준비되었다"는 법무부의 입장을 보도했는데, 결국 전두환 노태우의 사면은 언제든지 대통령과 정부의 명령만 있으면 대선 이전에 준비가 완료되었던 셈이다. 법무부는 대통령 특별 사면의 경우 법적으로 논란의 소지가 많은 추징금 문제를 집중 검토했다. 노태우 씨의 경우는 추징금에 해당하는 재산을 대부분 보전 처분해 상관이 없지마는, 전두환 씨는 추징금 2,295억원의 10% 정도만 확보되어 있고 전두환의 경우 재산 추적에 진전이 없어, 나머지 2천억 원에 대해서는 집행 불능 결정을 내리고 이를 사면에 포함시킬 수 있는 것으로 결론을 내렸다. 법무부는 사면에 대한 긍정적인 여론이 아직 성숙되지 않았다는 판단에 따라 수감자의 건강이 나쁘거나 기타 중대한 사유가 있을 때 적용하는 형집행 정지도 검토했다. 그러나 형 집행 정지는 명분이 약하고 언제든지 재수감 될 수 있어 전, 노씨 두 사람이 거부할 가능성이 큰 것으로 법무부는 보고 있다.
가석방은 형기의 1/3분을 마쳤을 때만 가능해 당초부터검토 대상에서 제외되었다. 결국 전,노 씨를 풀어주는 길은 특별 사면밖에 없지만 전적으로 대통령의 의중에 달려 있는 문제이기 때문에 법무부는 매우 조심스런 입장을 취하고 있다"고 보도함으로써 이미 전두환 노태우에 대한 사면 준비는 대선이전에 완료되었고 김영삼과 정부의 말 한마디면 곧바로 사면될 수 있었던 형국이었다.
1997년 대선 당시 이회창은 보수세력의 연합과 국민적인 지지를 얻고 김대중 후보의 전두환 노태우 사면론을 무력화시키기 위해 김영삼 대통령에게 전두환 노태우 두 전직 대통령을 추석 전에 사면해 줘야 된다고 요구한다. 당시 김영삼 대통령은 이회창의 전두환 노태우 두 전직 대통령 조기석방에 대해 "국민적인 공감대가 형성돼야 된다"며 이회창의 요구를 들어주지 않았다. 당시 정치권이 경쟁적으로 앞다투어 전두환 노태우 사면을 공약으로 내세우자 사회 각계에서도 개탄의 분위기가 쏱아졌다. 당시 김영삼 대통령은 9월 12일, 당초 전두환 사면에 대해 "국민적인 공감대가 형성돼야 한다"며 이회창의 요구를 들어주지 않았으나 다시 말을 바꿔 대선 전에 사면을 할 것이라며 입장을 선회한다. 이렇게 이회창이 전두환 사면을 공약으로 내세우자 감옥에 있는 전두환이 이회창에게 "고맙다"며 "우리 때문에 정치적 어려움을 겪는 것은 아니냐" 화답할 만큼 매우 기뻐했던 것으로 밝혀졌다. 그에 대해 이회창도 전두환의 화답에 "고생 많으시다. 추석때 나오시기를 바랬는데 그렇게 되지 않아 아쉽다"고 전두환측에게 화답한 것으로 밝혀졌다. 당시 한겨레에서는 이회창 신한국당 대표가 "추석전 전두환 노태우 두분의 석방을 바랬는데 그렇게 되지 않아 아쉽게 됐다"고 전두환 측근들에게 화답하였다고 보도했다. 그리고 이회창은 9월 24일, cbs와 경실련과의 간담회에서 전두환 노태우 사면에 대해 "전직 대통령이 구금상태에 있는 것은 바람직하지 않고 대통합 차원에서 석방해 정상적인 생활을 영위토록 하는 것이 바람직하다"며 전두환 노태우 사면론에 적극적으로 찬성한다. 이는 곳 경쟁자인 김대중의 전두환 노태우 사면론을 무력화하기 위한 것이었다.
그러나 12월 18일 대선에서 이회창은 김대중 후보에게 39만표차로 떨어져 낙선하고, 전두환과 노태우는 김대중이 대통령에 당선된 다음날인 1997년 12월 20일, 김영삼 대통령과 김대중 대통령 당선자와의 협의로 사면 복권되었다.

#### 1998년이런놈의 나라 발언 논란
1998년 이회창은 김대중 정권을 비판하면서 "이런 상황에서도 야당 빼가고 정치 사정해서 국회의원 잡아갈 생각이나 하고, "이런 놈의 나라"가 이런 놈의 정권이 어디 있습니까 여러분" 이라 발언하며 김대중 정권과 국가를 맹비난했다. 그러자 당시 여당인 새정치국민회의 정동영대변인은 "이회창 총재가 국가를 위해 어떤 기여를 했는지는 몰라도 대한민국을 이런놈의 나라라고 비난할 자격은 없다. 정치지도자로써 해서는 안될 망언"이라며 강력 비판했다.
2002년 대선 당시 이회창은 또다시 김대중 정권을 비난하며 "이런놈의 나라"라는 표현을 써 논란을 빚었다.

#### 불법 대선자금 모집 의혹
일명 '차떼기 의혹'으로도 불린다. 1997년 대선 당시에 집권당이 세무 권력을 동원해 기업들에게 불법적 정치헌금을 모금하였으며 2002년 대선에서도 다시 비슷한 방법으로 불법 정치자금을 모았다. 당시 한나라당 이회창 후보의 측근이였던 서정우 변호사는 엘지그룹에 대선자금 지원을 요청하였고 엘지그룹에서는 경부고속도로의 만남의 광장 휴게소에 150억 원이 넘는 현금을 실은 2톤 트럭을 세우고 서정우 변호사는 이를 받아 직접 운전하여 한나라당에 전달하였다. 이외에 현대자동차도 같은 방법으로 두 차례에 걸쳐 109억 원을 전달하였고 SK 그룹은 100억 원, 한화그룹은 40억 원, 그리고 삼성그룹은 채권 325억 원과 현금 40억 원을 전달하였다. 2002년 이 사건이 밝혀지면서 한나라당의 비밀 선거자금모집이 드러나게 되었고 한나라당이 847억9천만 원의 불법선거자금 모금을 한 것이 밝혀졌다. 이때 정치인 30여 명 기업인 20여 명이 기소됐으며 차떼기라는 말이 유행하게 되었다.
2007년 대한민국 대선에서 이회창 후보가 한나라당을 탈당하여 무소속으로 대선에 뛰어들면서 차떼기를 하고 남은 것으로 추정되는 154억 원에 대한 처리 의혹을 한나라당측에서 제기하고 있다.

#### 친일파 옹호 발언 관련
2002년 2월 28일, 민족정기를 세우는 국회의원 모임의 반민족행위자 708명 명단 발표 당시 한나라당 총재로 있던 그는 명단 발표에 대해 "우리 근대사의 족적을 남긴 분들이 포함됐다. 이런 분들을 이제 와서 친일로 매도하는 것은 온당치 않다."고 비판하였다. 그러나 친일파 관련 발언은 친일파를 직접적으로 옹호했다고 보기 힘들며 아버지 이홍규 옹이 친일파 의혹을 받은데 대한 대응이라는 반론도 있다.

#### 병역 의혹
1997년 15대 대선 당시 이회창의 두 아들 (이정연, 이수연) 모두가 병역을 면제 받았다는 의혹이 일어났고 특히 이회창의 장남의 경우 최초 병무청 징병검사에서 1급 현역 판정을 받았으나 추후 정밀신체검사에서 신장 178 cm/45kg으로 군입대 면제를 받은 것에 대한 의혹이 제기되었다. 이 병역 비리 관련 시비는 2002년 대선에도 다시 이슈가 되었다. 병역비리 전문가인 김대업은 이정연의 군면제에 비리가 개입되었다며 이를 은폐하려고 시도한 대책회의가 1997년에 있었고 전태준 전 의무사령관이 장남의 신검부표를 파기토록 지시했다고 주장하였다. 이에 대해 한나라당은 김대업과 이를 보도한 오마이뉴스, 일요시사 등을 상대로 허위보도로 손해를 입었다고 주장하여 소송을 제기 하였다. 대법원은 김대업의 주장을 진실로 인정할 만한 증거가 없으며 대선에 영향을 주려 시도한 피고측의 악의가 의심된다고 하여 1억원의 배상을 판결하고 김대업은 5천만원을 배상하도록 하였다. 또한 김대업은 이와 관련한 형사사건에서도 명예훼손 및 무고, 공무원자격 사칭등으로 2004년 대법원 확정 판결을 받아 1년 10월의 실형을 살았다. 하지만 이러한 의혹은 이회창이 1997년과 2002년의 대선에서 민심을 잃어 패배하게 되는 주된 원인이 되었다. 한나라당은 이러한 병풍 스캔들을 조직적인 정치공작이라고 주장하고 있으나 일각에서는 의혹의 당사자인 이회창의 장남 및 이회창의 처 한인옥 등에 대해선 검찰에서 직접적인 조사를 한 바가 없기 때문에 병역 비리 의혹이 완전히 해소된 것이 아니라고 보는 시각도 있다. 병풍 테이프는 조작된 것이며 여당의 정치공작의 희생양이라는 견해도 있다. 그러나 정치공작의 여부를 떠나 병역문제에 매우 민감하여 병역기피를 큰 범죄로 인식하는 상당수의 유권자가 이 때문에 대선때마다 이회창을 외면했고 그래서 이회창이 두 차례의 대선에서 초기 우세에도 불구하고 대통령에 당선되지 못한 결정적 원인이었다는 분석이 있다.

#### 총풍과 세풍 의혹
1997년 대선 직전에 한나라당 이회창 대선 후보측이 지지율 상승을 위해 북한측 인사와 접촉하여 판문점 내에서 총격시위를 요청하였다는 의혹이다. 2001년 4월 오정은(당시 청와대 행정관)은 국가보안법위반으로 징역2년 자격정지 2년 집행유예4년을 선고받았고, 한성기(진로그룹 회장 고문), 장석중(대북 사업가)도 유죄를 선고받았다. 당시 검찰은 이회창 후보의 친동생인 이회성씨가 핸드폰으로 베이징의 한성기씨와 통화한 사실을 밝혀냈다. 또한 이회성씨는 한성기씨에게 여비 명목으로 500여만원을 전달하였다. 한나라당은 이를 일부 인물들에 의한 해프닝적 사건이라고 주장하였다.
이회창 후보의 친동생 이회성과 이 후보의 최측근 서정우 변호사 등으로 구성된 대선 비선조직인 부국팀이 병역문제로 대선자금이 잘 걷히지를 않자 국세청을 동원한 대선자금 모집을 이회창 후보에게 보고한후 1997년 10월 하순부터 대선직전까지 국세청 차장 이석희와 선거 자금을 불법으로 모은 사건. 부국팀은 9월에 차수명 한나라당 재정위원장으로부터 기탁금 고액미납자 명단을 건네받아 미납기업들을 상대로 기탁금 납부를 독촉하였는데 이때 국세청과 한나라당이 대선자금 모금을 위해 조직적으로 공모한 사건이다. 또한 이 자금을 이석희 전 국세청 차장이 관리하던 차명계좌에서 사적으로 전용한 사실이 드러났다. 2003년 4월 8일 검찰은 23개기업으로부터 166억3천만원을 모금한 혐의로 이석희를 기소하였다. 이때 검찰은 이회창 당시 한나라당 총재가 모금하던 임채주 당시 국세청장에게 전화를 하여 격려한 사실을 확인하였다. 이석희 전 국세청 차장은 미국 도피중 2002년 2월 16일 미국 FBI에 체포되어 한국으로 송환되었다. 이회성은 1998년 구속되었다.

#### 위장전입 의혹
1999년 4월 이회창은 같은 당 국회의원의 친척 소유인 송파구 장미아파트로 위장전입하였으며 해당 주소에서 투표를 하였다. 주민등록법 위반 및 당시 선거법 위반 행위이나 처벌 받지 않았다. 1999년 국회의원 선거에서 당선된 후 이회창은 송파구 신천동 7-28 현대타워아파트 706호에 전입 신고했는데, 이회창은 단 하루도 그 집에 살지 않았다고 알려졌다. 그 후 99년 11월 아시아선수촌에 있는 딸의 아파트에서 마치 그곳에 사는 것처럼 기자들을 초청하여 파티를 하였으나 실제로는 1998년 4월부터 타인 소유의 가회동 115평의 빌라에서 거주하였다. 2002년 빌라게이트에서 이회창은 모두가 다른 사람의 집이었다고 사과하였다.

#### 20만 달러 수수설 의혹
2002년 당시 새천년민주당 소속 설훈 의원이 기자회견을 통해 제시한 의혹으로 이회창 당시 한나라당 총재가 측근 윤여준씨를 통해 최규선씨로부터 20만 달러를 받고 정책특보로 임명했다는 의혹이다. 그는 이와 관련한 녹취 테이프가 있으며 이를 입증할 증인도 있다고 주장하였다. 이것은 병풍등 다른 사건들과 함께 대선에서 이회창 후보의 이미지에 타격을 입혀 대선에서 패배하는데 영향을 미쳤다. 하지만 선거가 끝난 이후 이뤄진 조사에서 설훈의원은 녹음테이프등 관련증거를 제시하지 못했고 선거법 및 명예훼손 혐의로 징역 1년 6뤌에 집행유예 3년을 선고받아 피선거권등을 박탈당하였으며 관련된 민사소송에서도 1억원을 배상해야 했다. 한나라당은 이 사건 또한 조직적인 정치공작의 결과라고 주장했다.

#### 땅, 빌라 투기 의혹
2002년 3월 당시 여당인 새천년민주당에서는 당시 한나라당의 이회창 총재 일가가 가회동에서 초호화 빌라에 공짜로 거주하고 있다는 사실을 폭로하였으며 이에 한나라당은 민주당의 주장이 거짓이라고 공박하였다. 115평 빌라의 3개층을 공짜로 자식과 살고 있었던 이회창은 같은 해 3월20일 기자회견을 통해 “서민의 고통을 헤아리지 못한 것은 큰 잘못”이라고 대국민 사과문을 발표하였다. 박근혜 당시 한나라당 의원은 이 사건을 계기로 이회창 총재에 반대하여 한나라당을 탈당하였으며 빌라 게이트는 당시 노무현 민주당 후보가 지지율을 역전하는 계기가 되었다

#### 지역감정 유발 발언과 1997년 대선당시 후보자 비방
1997년 대선 당시 한나라당 이회창 후보는 지역감정 문제에 대한 공방에 "영남출신 대의원들이 비영남인 저를 뽑아준 이 정당이 지역주의입니까? 90 몇 %를 차지하고 전혀 다른 지역 출신의 개입을 허용하지 않는 정당이 지역주의 정당입니까?"라는 발언으로 지역감정을 유발한다. 또 12월 16일 서울에서 열린 선거 유세에서는 "여러분이 김대중 후보를 당선시켜서 이 나라를 혼란에 빠뜨리고 불안정하게 하는 것이 소망이라고 생각하신다면은 그러면 이인제나 김대중 후보에게 표를 던지십시요."라는 위험수위를 넘는 발언으로 논란을 빚었다. 다음날인 12월 17일 부산에서 열린 선거 유세에서는 "이분(이인제)에게 던지는 표는 이것은 바로 아무런 효과도 내지 못하는 죽은 표가 될 뿐 아니라 바로 우리가 걱정하는 김대중 총재를 위한 표가 될 것입니다"라는 발언으로 반호남정서를 유발하는 발언을 한다.

### 민중 천시 논란
사적으론 이회창 이전에도 부귀영화를 가진 사람들에게 존재하였으나 공적으론 없었던 개념인 천민민주주의를 대한민국의 공적인 자리에서 최초로 발언한 인물로 알려졌다.

## 가족 관계
- 할아버지: 이용균(李容均, 500석꾼)
- 할머니: 밀양 박씨
  - 작은백부: 이태규(李泰圭, 1902년 1월 26일~1992년 10월 26일), 한국 최초의 이학박사, 액체, 양자화학 연구자
  - 작은백모: 박인근
    - 사촌: 이회인(李會仁), 학자·미국 캘리포니아 대학 버클리 분교 연구원

  - 아버지: 이홍규(李弘圭, 1905년 6월 12일~2002년 10월 31일)[118][119]
  - 어머니: 김사순(金四純, 1911년 5월 7일~2005년 10월 24일)[120]
    - 누나: 이회영(李會英, 1929년 7월 9일~)
    - 형: 이회정(李會正, 1932년 4월 11일~)
    - 남동생: 이회성(李會晟, 1945년 12월 31일~)
    - 남동생: 이회경(李會京, 1947년 9월 18일~)

  - 숙부: 이완규(李完圭,1913년~?)[121] 및 3명
- 장증조부: 한정규(韓正奎)
  - 장조부: 한일현(韓一賢)
    - 장인: 한성수(韓聖壽, 1910년 7월 7일 - 1988년 5월 6일, 1964년부터 1968년까지 대법관을 지냈다)
    - 장모: 김분남(金粉南)
      - 배우자: 한인옥(韓仁玉, 1937년 1월 12일~)[122]
        - 장남: 이정연(李正淵, 1962년 7월 20일~)
        - 장녀: 이연희(李淵姬, 1964년 4월 2일~)
        - 차남: 이수연(李秀淵, 1966년 10월 21일~)

      - 처남: 한대현(韓大鉉, 서울고등법원장, 헌법재판관 역임)
- 외증조부: 김용현(金庸炫)
  - 외할아버지: 김재희(金在晞, 천석꾼)
    - 이모: 김삼순
    - 이모부: 강세형(姜世馨, 김삼순의 부군. 제3대 국회의원.)
    - 외숙부: 김홍용(金洪鏞, 1902년 10월 3일 - 1950년 8월 15일, 제2대 국회의원)
    - 외숙부: 김문용(金汶鏞, 1916년 6월 23일 담양 - 1995년 2월 7일, 제2대 국회의원)
    - 외숙부: 김성용(金星鏞, 1918년 1월 9일 - 1999년 1월 7일, 제6대, 제7대, 제9대 국회의원)

## 저서 및 논문

### 저서
- 형법각칙 1 (주석)
- 형법각칙 2 (주석)
- 형법각칙 3 (주석)
- 《법과 정의》(1995년, 박영사)
- 형법 3(각칙 1)(주석)
- 형법 V(각칙 3)(주석)
- 형법 IV(각칙 2)(주석)
- 《아름다운 원칙》(1997년, 김영사)
- 《아름다운 원칙》(2002년, 문예당)
- 《이회창 회고록 1 (나의 삶 나의 신념)》(2017년, 김영사)
- 《이회창 회고록 2 (정치인의 길)》(2017년, 김영사)

### 논문
- 미국의 독립규제위원회 제도에 관한 논문
- 사법의 적극주의
- 조세사건에 관한 제문제
- 법과 정치에 관한 논문
- <논문집>법과 정의 ,1995
- 형사법에 관한 제문제
- 세계화와 법치주의
- 개혁과 우리의 미래

## 방송 출연
- KBS 1TV 《KBS 총선 토론, 선거풍토 이제는 달라지나》(1996년 3월 12일)
- MBC 《정치인과 시민 대토론회》(1997년 4월 1일)
- SBS 《'97 대선 예비후보 초청 토론회 - 신한국당 이회창 대표》(1997년 4월 4일)
- KBS 2TV 《정범구의 세상읽기》(1999년 1월 17일)
- KBS 1TV 《일요진단》(1999년 9월 4일)
- KBS 1TV 《일요진단》(2000년 9월 24일)
- MBN 《MBN 특별대담》(2002년 2월 7일)
- KBS 1TV 《심야토론》(2002년 10월 19일)
- SBS 《SBS 토론공방 - 한나라당 이회창 후보 토론회》(2002년 10월 25일)
- YTN 《이회창 후보 합동 토론회》(2002년 10월 29일)
- itv 《방송토론》(2002년 11월 1일)
- MBC 《100분 토론 - 한나라당 이회창 후보》(2002년 11월 7일)
- KBS 2TV 《다큐멘터리 3일 - 17대 대통령 선거, 운명의 72시간》(2007년 12월 20일)

## 역대 선거 결과
|  | 34.5% |

|  | 38.74% |

|  | 61.5% |

|  | 37.9% |

|  | 46.58% |

|  | 15.07% |

|  | 60.99% |

## 소속 정당
| 소속 정당 | 소속 정당  | 소속 기간 | 비고           |
| --------- | ---------- | --------- | -------------- |
|           | 신한국당   | 1996~1997 | 정계 입문      |
|           | 한나라당   | 1997~2007 | 합당 정계 은퇴 |
|           | 무소속     | 2007~2008 | 탈당 정계 복귀 |
|           | 자유선진당 | 2008~2012 | 창당           |
|           | 무소속     | 2012      | 탈당           |
|           | 새누리당   | 2012~2016 | 복당 정계 은퇴 |
|           | 무소속     | 2016~2017 | 탈당           |
|           | 바른정당   | 2017~2018 | 창당           |
|           | 바른미래당 | 2018      | 합당           |
|           | 무소속     | 2018~현재 | 탈당           |

## 같이 보기
| - 노태우 정부 - 김영삼 정부 - 김대중 정부 - 노무현 정부 - 이명박 정부 - 민족일보 - 김병로 - 송진우 - 조용수 - 김영삼 - 김대중 - 노무현 - 김석수 - 김대업 - 설훈 - 병역비리 - 서석재 - 박계동 - 박용만 - 박홍 - 박관수 - 선우휘 - 이인 | - 제1공화국 - 제2공화국 - 제3공화국 - 제4공화국 - 제5공화국 - 김삼순 - 조갑제 - 지만원 - 이도형 - 선우휘 - 이승만 - 김구 - 김규식 - 윤보선 - 장면 - 박정희 - 박종홍 - 전두환 - 노태우 - 윤치영 | - 김종필 - 이철승 - 서정갑 - 김대중 - 전원책 - 홍관희 - 대한민국의 감사원장 - 대한민국의 중앙선거관리위원회 위원장 - 대한민국의 국무총리 - 대한민국 제15대 국회의원 선거 신한국당 후보 목록#전국구 - 대한민국 제16대 국회의원 선거 한나라당 후보 목록#비례대표 - 송파구 갑 - 서울 송파구의 국회의원 - 홍성군·예산군 - 홍성군의 국회의원 - 예산군의 국회의원 - 대한민국 제15대 대통령 선거 - 대한민국 제16대 대통령 선거 - 대한민국 제17대 대통령 선거 |

## 참고 문헌
- 따뜻한 사람 이회창 (정인봉 지음, 무진미래, 2002)
- 아름다운원칙 (이회창 저, 문예당, 2002)